# 실물적 경기순환이론
실물적 경기순환이론(RBC, Real Business Cycle Theory)은 경기순환이 생산성의 임의적 변동에 의하여 야기된다고 생각하는, 거시경제학파의 이론이다.
경기순환에 대한 다른 주요 이론들과는 달리, 실물적 경기순환이론은 경기침체와 성장주기를 이해하는 데에 있어 외생변수의 변화에 대한 반응이 생산으로 나타나는 것으로 본다. 따라서 실물적경기순환이론주의자들은 국내의 생산수준이 어느 시점에서든 극대화된 효용에 따르고 있으므로 정부는 경기침체를 감쇄시키거나 과열을 진정시키기 위한 재정적·통화적 정책을 통한 시장개입을 삼가야 한다고 주장한다.
그러므로 실물적 경기순환이론에 따르면 경기순환은 시장청산의 실패를 나타내는 것이 아니라 경제 내에서 가능한 한 가장 효율적인 작용을 반영하고 있는 것이라는 점에서 “실물적” 현상인 것이다. 이러한 점에서 실물적 경기순환이론은 경기후퇴를 일종의 시장청산의 실패로 이해하는 케인즈 경제학이나 통화주의와 구별된다.

## 경기순환
만일 서로 다른 시점마다 경제에 대한 스냅샷을 찍어보면 어느 것도 서로 같지 않을 것이다. 그 이유는 다음의 두 가지 때문이다:
1. 많은 선진경제들은 시간에 따라 지속적인 성장을 보인다. 즉, 몇 년 간격으로 찍은 스냅샷은 먼저 찍은 것보다 나중에 찍은 것에서 더 높은 수준의 경제활동을 나타낼 것이기 때문이다.
2. 성장 추세에 있어 표면상으로 임의적인 변동이 존재하기 때문이다. 따라서 두 개의 스냅샷이 있을 때에 어느 것이 먼저이고 어느 것이 나중인지를 알아내는 것은 거의 불가능하다.

이와 같은 움직임을 관찰하는 일반적인 방법은 생산, 전문용어로는 국민총생산(GNP)에 대한 시계열을 살피는 것이다. 이는 한 국가내에서 생산되는 상품과 서비스의 가치를 뜻한다.
[그림 1] 은 미국 실질GNP의 1954년부터 2005년까지의 시계열을 보여준다. 생산은 지속적인 성장을 보이는 반면, 안정된 모습을 보이고 있지는 않다. 더 빠른 성장구간이 있는 한편, 더 느린 성장구간도 있다. [그림 2]는 실질GNP가 실질GNP의 성장률로 바뀐 것으로 성장추세를 굵은 선으로 추출하여 나타내고 있다. 이러한 추세를 얻기 위해 통상 Hodrick-Prescott filter를 사용한다. 기본적인 아이디어는 일반적인 성장추세가 순환성을 보이는 정도와 (장기성장률은 완전히 일정하지는 않을 것이기 때문에) 그것이 평탄한 정도 간의 밸런스를 찾는 것이다. HP 필터는 장기적인 변동은 성장추세로 규정하고 보다 급격한 변동들은 순환적인 요소로 분류한다.

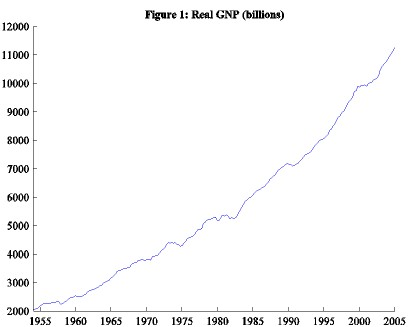
그림 1

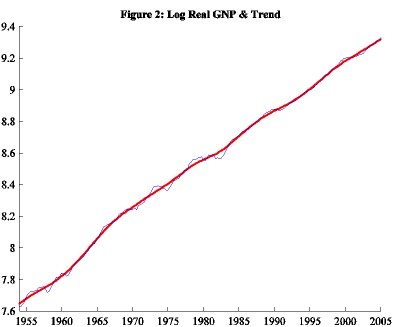
FIGURE 2

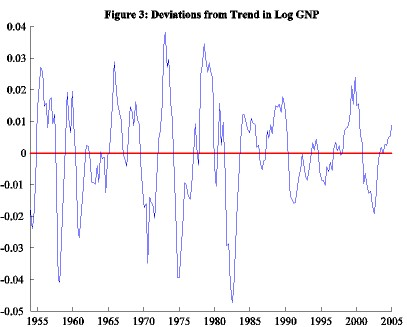
FIGURE 3

이 성장부분과 변동이 큰 데이터와의 차이를 살펴보자. 경제학자들은 추세에 있어 이러한 순환적 움직임들을 경기순환이라고 부른다. [그림 3] 은 이러한 편차들을 정확히 포착한 것이다. 수평축이 0에 맞추어져 있음에 주목하자. 이 축위의 점은 그 해에는 추세로부터의 편차가 없다는 것을 의미한다. 축의 상하에 있는 모든 점들은 편차가 있음을 암시한다. 실질GNP에 로그를 취함으로써 수평축과 어떤 점의 거리를 장기성장추세로부터의 퍼센트편차로 근접시킬 수 있다.
우리는 상대적으로 큰 양의 편차를 정점이라고 부르고 상대적으로 큰 음의 편차를 저점이라고 부른다. 정점으로 향하는 일련의 양의 점들을 호황기라고 하고 저점으로 향하는 일련의 음의 점들을 침체기라고 부른다.

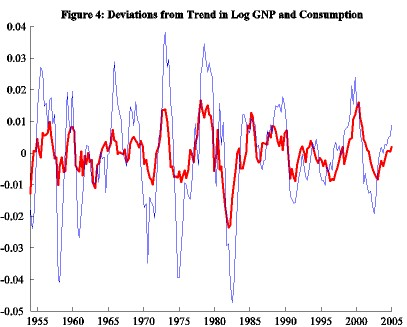
FIGURE 4

얼핏 보면, 편차들은 마치 한다발의 물결선처럼 보인다 -- 일정한 부분을 찾을 수 없다. 이러한 불규칙성 때문에 이와 같은 변동의 원인을 설명하기란 상당히 어려워 보인다. 그러나 다른 거시경제변수들을 고려한다면 이러한 불규칙성들의 패턴을 볼 수 있을 것이다. 예를 들어 생산과 소비지출의 변동을 나타내고 있는 [그림 4]를 보면, 정점과 저점이 거의 같은 곳에서 존재하며 상승과 하락이 거의 일치하고 있음을 알 수 있다.

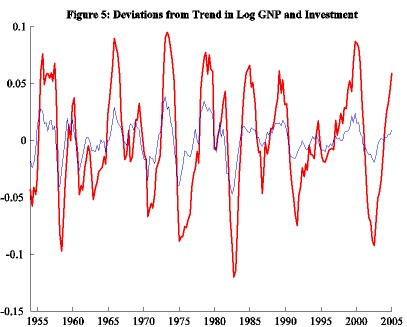
FIGURE 5

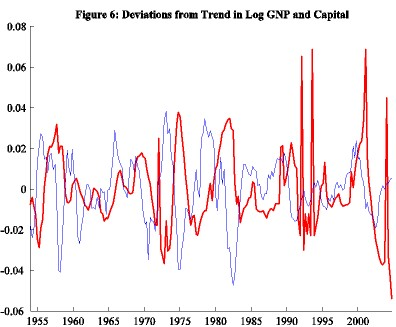
FIGURE 6

유사한 데이터들은 유사한 특징을 나타내고 있다고 생각할 수 있다. 예를 들어, (a) 노동 (노동시간) (b) 생산성 (기업들이 자본이나 노동을 효율적으로 사용하는 정도) (c) 투자 (미래를 위해 축적되는 자본의 양) (d) 자본스톡 (기업이 상품을 생산할 수 있는 기계, 건물, 기타 장비들) 에 대한 데이터들을 생각할 수 있다. [그림 5]는 투자와 자본과의 관계에 있어 유사성을 보여주는 반면, [그림 6] 은 그러한 설명을 벗어나고 있다. 더 나은 설명을 위한 더 좋은 방법이 필요하게 되는데 그 중 한가지가 통계적 방법이다.

## 정형화된 사실들
자료를 주시하다보면 몇가지 규칙들을 발견할 수 있는데 이를 정형화된 사실들이라고 부르기도 한다. 첫째 규칙으로 지속성을 들 수 있다. 예를 들면 시계열에서 추세선 위에 있는 한 기를 택하면 그 다음 기도 역시 추세선 위에 있을 확률이 매우 높다. 하지만 이러한 지속성은 시간에 따라 그 특성이 감쇄하게 된다. 즉 단기의 경제활동은 예측가능성이 높은 반면에 장기적으로는 변동이 불규칙하게 되어 장기적 예측은 상당히 어렵거나 불가능하게 된다.

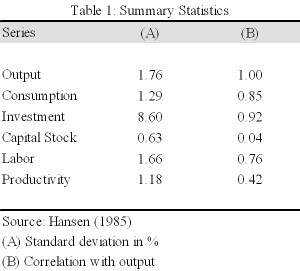
표 1

두 번째 규칙은 순환의 변동성이다. [표 1] 의 (A)에는 표준편차값들이 나열되어 있다. 생산량과 노동시간의 변동성은 거의 같게 나타난다. 투자는 생산보다 변동이 심한 반면 소비와 생산성은 생산보다 변동성이 낮다. 자본스톡은 지표들 중 변동성이 가장 낮다.
세 번째는 생산과 다른 거시경제변수들과의 동행성이다. [그림 4] ~ [그림 6] 은 이와 같은 관계를 보여준다. [표 1] 의 (B)에 나열된 상관계수를 이용하면 이러한 특성을 보다 상세히 파악할 수 있다. 순행변수들은 보통 호황기에는 상승하고 침체기에는 감소하는 양의 상관성을 보여준다. 역으로 역행의 변수들은 음의 상관계수를 갖는다. 상관계수가 0에 가까운 비순행적 움직임은 경기순환에 대하여 체계적 관계가 없음을 의미한다. 생산성은 약하게 경기순행적인데 이는 경제가 호황기에 있을 때에 노동과 자본이 보다 생산적으로 이용되며 후퇴기에는 그만큼 생산적이지 못함을 의미한다. 강하게 경기순행적인 소비와 투자에 대해서도 마찬가지의 설명이 가능하다. 노동 또한 경기순행적이며 반면에 자본스톡은 경기비순행적으로 나타난다.
추세에 대하여 결정적인 정도로 보이지는 않는 이러한 유사성들을 보면서 왜 이러한 일들이 벌어지는지에 대한 의문점을 갖게 된다. 사람들이 불황보다는 호황을 선호한다는 것은 주지의 사실이다. 만일 경제내의 모든 사람들이 긍정적인 결정을 한다면 이러한 변동을 야기시키는 것은 의사결정과정 외의 어떤 다른 것이 된다. 따라서 실제로 본질적인 질문은 다음과 같게 된다 :
모든 경제주체들의 결정에 영향을 주고 그 결정을 변화시키는 주된 요소는 무엇인가?

## 실물적 경기변동이론
경제학자들은 위의 질문에 대한 답변으로 많은 아이디어를 제안해 왔다. 1982년 핀 키들랜드와 에드워드 프레스콧의 “Time to Build And Aggregate Fluctuations”에서 소개된 한 논문이 현재로서는 널리 인정받고 있다. 그들은 일정한 성장추세를 밀어올리거나 끌어내리는 요소가 기술적 충격, 즉 생산성의 임의적 변동일 것이라고 생각했다. 이러한 충격의 예로는 기술혁신, 안좋은 날씨, 수입유가의 상승, 환경 및 안전 규제의 강화 등을 들고 있다. 한마디로 자본이나 노동의 효율성을 바로 변동시킬 수 있는 것들을 말하는 것이다. 이것은 노동자들과 기업들이 그들이 구매하고 생산하는 데 대한 결정에 영향을 미침으로써 결국 산출에 영향을 미치게 되는 것이다. 실물적경기변동이론 모형들은 이러한 충격이 생길 경우 소비, 투자 등에 대한 배분의 시계열을 추산해낸다.
하지만 이러한 생산성 충격이 어떻게 경제활동의 상승과 하락에 영향을 주는 것인가? 경제에 좋은 충격이 임시적으로 발생한다고 생각해보자. 이는 노동과 자본의 금전적인 효율성을 증가시킨다. 이번에는 개개인이 자신이 소비하는 상품을 생산하는 나라를 생각해보자. 바보같아 보일지 몰라도 총계적 관점에서 이것은 결국 평균에 달할 것이다.
각 개인들은 두 종류의 거래에 직면하는데, 그 중 하나는 소비-투자 결정이다. 생산성이 더 높으면 사람들이 소비할 상품은 더 많아진다. 어떤 사람은 오늘 그것들을 모두 소비하려고 할 것이다. 그러나 미래의 소비에 가치를 두는 사람이라면 모든 여분의 상품이 오늘 제 가치를 다 하지는 못할 것이다. 대신에 그는 어느 정도는 소비하고 남은 부분은 다음 기의 생산을 증가시키기 위한 자본에 대해 투자함으로써 미래 소비를 증가 시키려고 할 것이다. 이로부터 투자지출이 소비지출보다 변동성이 큰 이유를 알 수 있다. 생애주기가설은 각 세대들이 생애 기대소득을 바탕을 소비를 결정하므로 시간에 따라 부드러운 소비곡선을 그리는 것을 선호하게 된다고 주장한다. 따라서 그들은 소득이 낮은 시기의 소비를 위하여 소득이 높은 시기에 저축, 투자한다는 것이다.
또 다른 하나는 노동-여가에 대한 결정이다. 내일보다 생산성이 높은 오늘 노동자들은 더 많은 임금을 받게 될 것이기 때문에 미래노동을 현재노동으로 대체하고자 한다. 노동의 증가 및 여가의 감소는 산출을 증가시키게 된다. 산출이 높다는 것은 오늘의 소비와 투자도 더욱 높다는 것을 의미한다. 반면에 다음과 같은 반대의 효과도 있다. 노동자들이 더 많이 벌기 때문에 현재이든 미래든 일하고자 하는 마음이 감소하는 것이다. 그러나 노동의 경기순행적 특성으로 미루어보아 상기의 대체효과가 소득효과를 압도하는 것으로 보인다.
종합하여 보면, 기본적인 실물적 경기변동모형은 임시적 충격이 있을 때에 산출, 소비, 투자 그리고 노동 모두가 장기의 추세 이상으로 상승하게 되어 양의 편차를 갖는다고 본다. 더구나 투자가 증가한다는 것은 미래에 이용할 수 있는 자본이 증가한다는 것을 의미하기 때문에 단기적 충격이 미래에 있어 또 다른 충격을 주게 된다고 한다. 즉 추세선보다 높은 상태들이 충격이 사라진 이후에도 어느 정도 존속한다는 것이다. 이러한 자본의 축적은 단기적 충격을 산출에 대한 상당히 지속적인 충격으로 변환시키므로 내부적 전파경로라고 불린다.
일련의 생산성 충격이 호황으로 귀결될 수 있음을 쉽게 알 수 있다. 마찬가지로 경제에 안좋은 충격들이 있을 때에는 불황이 뒤따르게 된다. 충격이 없다면 경제는 경기변동 없이 성창 추세선을 따를 것이다.
이것이 실물적 경기변동모형이 주요한 경기 변동 법칙을 설명하는 본질이다. 좋은 모형은 경험적으로 검증된 [테이블 1] 의 정형화된 사실에 부합되는 설명을 내놓아야 한다. 키들랜드와 프레스콧은 이를 위한 측정법을 소개한 것이었다. 오늘날 이 모형이 각광받는 이유는 경기순환의 많은 특징들을 잘 설명하고 있기 때문이다. 아직은 실물적 경기변동모형들이 경기변동의 모든 행태들을 완벽하게 설명하고 있지는 않으며 새고전학파 경제학자들이 연구를 계속하고 있다.
실물적 경기변동이론이 세운 주된 가정중에 하나가 개인과 기업은 항상 최적화된 결정을 할 수 있다는 것임을 기억하자. 즉 정부가 개입하여 개인에 대해 더 많이 혹은 더 적게 일할 것을 강요하게 된다면 사람들은 보다 불행해질 것이라는 말이다. 한 경제에 있어 경기순환이 있음이 보통이지만 사람들이 침체를 좋아한다고 할 수는 없다. 불황은 상황을 억제하는 원치 않는 충격에 뒤따르는 것이다. 그러나  새로운 제약들이 생기더라도 사람들은 가능한 한도에서 최상의 결과를 성취하게 될 것이며 시장은 효율적으로 반응할 것이다. 따라서 불황이 있을 때에는 그것이 상황에 따른 최상의 해결책이기 때문에 사람들이 그것을 선택하고 있는 것이 된다. 이는 자유방임이 정부의 최상의 방침이 될 것임을 시사하고 있지만 모형의 관념적 성격이 강한 탓에 논쟁의 대상이 되어왔다.
실물적 경기변동이론은 1970년대 초에 통화주의자인 밀턴 프리드먼과 로버트 루카스에 의해 예고되었다. 그들은 사람들의 결정에 영향을 주는 것은 임금에 대한 오인이며 노동자들이 자신들이 실제로 받는 것보다 임금이 높다고(낮다고) 인식할 때에 호황(침체)이 된다고 생각했다. 이것은 그들이 더 많이(적게) 일하고 더 많이(적게) 소비하게 되고 정보가 완전한 세계에서 호황이나 불황은 없을 것이라는 것을 의미하는 것이었다.

## 같이 보기
- 경기순환
- 동태확률 일반균형
- 루카스 비판
- 새케인스학파
- 세의 법칙

## 참고 문헌
- Cooley, Thomas. F. 1995. Frontiers of Business Cycle Research. Princeton University Press.
- Gomes, Joao, Greenwood, Jeremy, and Sergio Rebelo. 2001. "Equilibrium Unemployment." Journal of Monetary Economics, 48, 109-152.
- Hansen, Gary D. 1985. "Indivisible labor and the business cycle." Journal of Monetary Economics, 16, 309-327.
- Kydland, Finn E. and Edward C. Prescott. 1982. “Time to Build and Aggregate Fluctuations.” Econometrica, 50, 1345-70.
- Lucas, Robert E., Jr. 1977. “Understanding Business Cycles.” Carnegie-Rochester Conference Series on Public Policy, 1, 19-46.
- Plosser, Charles I. 1989. “Understanding real business cycles.” Journal of Economic Perspectives, 3, 51-77.
- "Real Business Cycles" (with John B. Long, Jr.), Journal of Political Economy, 1983.
- "Real Business Cycles" John B. Long, Jr., Charles Plosser, Journal of Political Economy, 1983.